# Дикава
Дикава (на сръбски: Дикава или Dikava) е село в община Сурдулица, Пчински окръг, Сърбия. Според преброяването от 2011 г. населението му е 67 жители.

## Население
- 1948 – 474
- 1953 – 483
- 1961 – 487
- 1971 – 397
- 1981 – 386
- 1991 – 214
- 2002 – 142
- 2011 – 67

## Етнически състав
(2002)
- 100% сърби